# 国分宗政
国分宗政（こくぶんむねまさ、生没年不明）は、日本の戦国時代に陸奥国宮城郡にいた武将である。能登守を称した。
はじめ盛光といったとする伝えがあり、また、弾正少弼を称した国分宗綱も同一人物とされる。周辺の土豪を従えて宮城郡南部から西部を支配する勢力を築いた。が、大局的には伊達氏の威勢に服し、1536年に大崎氏への介入で伊達氏に従って兵を出し、1542年以降の天文の乱では伊達稙宗側についた。1572年に引退した。法名は覚海宗公大禅門。

## 系譜
江戸時代に佐久間義和が編纂した「平姓国分系図」によれば、小字を九郎、はじめ盛光と称したが、国分胤実の長女と婚して国分氏を継いだ。永正5年（1508年）2月、伊達尚宗から宗の字をもらい、あわせて伊達氏と同じく藤原姓を称することを許されたという。氏はそのままで姓だけ拝領したという説に従う歴史学者はいないようだが、宗の字の使用に伊達氏の許しがあったとする説には支持がある。子に盛氏、女（掛田義宗の室）、盛基（横沢氏の祖）、景氏（白石氏の祖）、盛貞（郷六氏、後の森田氏の祖）、女（浜田景信の妻）、女（天童頼貞の妻）、女（金沢重隆の妻）、俊久（亘理郡坂本の千葉氏に入婿）があり、長子の盛氏が後を継いだ。
これに対し、古内氏蔵の「平姓国分系図」では国分常政の子で、五郎太夫といった。子の盛氏が後を継いだとする点で両系図は一致する。
佐久間編の系図によれば、文明13年（1481年）に国分で生まれ、没年は永禄7年（1564年）12月4日、年84歳。古内氏蔵の系図では永禄2年（1559年）没。しかし、本項末尾に記したように、1571年に宗政の存命が確実である。系図、伝えは江戸時代に書きとめられたもので、あまり信をおけないようである。
官位として称したのは、佐久間による系図で正六位上弾正忠兼能登守、古内氏蔵の系図では刑部少輔能登守。鐘銘、棟札により確実なのは能登守である。
現在の仙台市青葉区上愛子にある諏訪神社の棟札に、国分能登守宗政が見える。複数の棟札をつきあわせると、国分氏の当主の地位は広政、宗政、宗元と継承されたと推定され、系図とはだいぶ異なる。

## 事績
国分氏の活動は文和2年（1353年）から見えるが、宗政より前は断片的に名前が出るだけで、個人としての活動の軌跡を描ける最初の人物は宗政である。旧国分氏家臣の家では、宗政の時代に国分氏に服属したと伝えるものが多い。国分氏の勢力伸張の画期が宗政の代にあったと考えられる。居城をそれまで荒廃していた千体城（後の仙台城）に置いたと伝えられる。
戦国時代に書かれた『奥州余目氏記録』には、長沼氏出身の僧侶が有能なため婿になり、国分氏の祖になったという記述がある。記録ではかなり遠い過去のこととして書かれているこの僧侶を、時代が近い宗政にあてる説もある。
江戸時代に仙台藩が編纂した『伊達正統世次考』によれば、永正5年（1536年）、伊達稙宗が大崎氏の内紛に介入したとき、伊達氏の諸将のほか、近隣の諸豪も伊達の軍に加わった。国分弾正少弼宗綱もその一人であった。
続いて伊達氏内部で天文11年に（1542年）に始まった天文の乱で、宗綱は稙宗側に属した。これに対し、国分の北隣にいた留守景宗は伊達晴宗側に属した。天文の乱はもともと対抗関係にあった国分と留守の間の戦いを意味し、11月に松森で両者は合戦した。天文13年（1544年）には同じ稙宗側の最上義守が国分との共同作戦のために出羽国から笹谷峠まで兵を出した。
天文11年（1542年）7月11日に、宗政は4名連名で、奥州国分郡内で高野山に詣でる者に竹南院を宿坊に指定した文書を発した。この宗政と正統世次考に見える宗綱は活動期間が重なっているので、宗綱と宗政を同一人物とする説が有力である。
宗政は中野目の地に保寿寺を開き、国分氏の牌寺にしたと伝えられる。江戸時代の保寿寺には、宗政とその妻、3人の子孫（2人は男、1人は女）を記した過去帳、彼ら5人の位牌、宗政の名を銘した鐘があった。鐘の銘の中には、永禄6年（1564年）8月3日の日付と大旦那国分能登守宗政の名が記されていた。
さらに宗政は陸奥国分寺に隣接する木ノ下の白山神社を再建したとも伝えられる。また元亀2年（1571年）には愛子の諏訪神社を修理し、国分丹後守宗元と連名の棟札を残した。宗元が宗政の子かどうかはわからないが、後継者とされていたらしい。
元亀3年（1572年）に、国分能登守は「国分名代」を弾正忠に譲ることについて伊達輝宗の承認を得た。「名代」が何を意味するのか、弾正忠を棟札にある国分宗元にあててよいか、系図に出てくる国分盛氏とすべきかは謎である。